# Munition

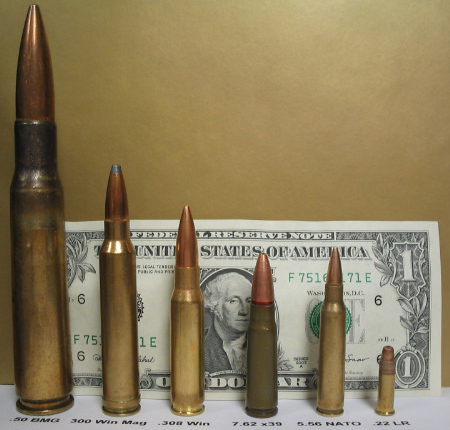
Verschiedene Arten Munition für Gewehre

Der Begriff Munition (abgekürzt: Mun.) wird in der Regel im Zusammenhang mit einer Waffe, in der Regel einer Fern- oder Feuerwaffe, seltener einem Werkzeug, verwendet. Der Begriff bezeichnet in beiden Fällen nicht fest mit der Waffe oder dem Werkzeug verbundene, meist nachladbare Teile, welche die eigentlichen Wirkungsträger darstellen. Sie entfalten oft erst in beträchtlicher Entfernung zur Waffe, zumindest jedoch außerhalb der Waffe oder des Werkzeuges ihre Wirkung. Die Waffe oder das Werkzeug kann dabei nur als Gerätschaft betrachtet werden, mit deren Hilfe die Munition bestimmungsgemäß zum Einsatz kommt. Zum Teil kann Munition jedoch auch selbst eine Waffe darstellen.
Oft wird Munition als explosivstoffhaltig definiert. Daher werden Pfeile sowie Bolzen und Ähnliches von dem Begriff abgetrennt.

## Waffenrechtliche Definition (Deutschland)
Munition und Geschosse sind nach dem deutschen Waffengesetz:
1. Munition ist zum Verschießen aus Schusswaffen bestimmte
  1. Patronenmunition (Hülsen mit Ladungen, die ein Geschoss enthalten, und Geschosse mit Eigenantrieb),
  2. Kartuschenmunition (Hülsen mit Ladungen, die ein Geschoss nicht enthalten),
  3. hülsenlose Munition (Ladung mit oder ohne Geschoss, wobei die Treibladung eine den Innenabmessungen einer Schusswaffe oder eines Gegenstandes nach Unterabschnitt 1 Nr. 1.2 angepasste Form hat),
  4. pyrotechnische Munition (dies sind Gegenstände, die Geschosse mit explosionsgefährlichen Stoffen oder Stoffgemischen [pyrotechnische Sätze] enthalten, die Licht-, Schall-, Rauch-, Nebel-, Heiz-, Druck- oder Bewegungswirkungen erzeugen und keine zweckbestimmte Durchschlagskraft im Ziel entfalten); hierzu gehört
    1. pyrotechnische Patronenmunition (Patronenmunition, bei der das Geschoss einen pyrotechnischen Satz enthält),
    2. unpatronierte pyrotechnische Munition (Geschosse, die einen pyrotechnischen Satz enthalten),
    3. mit der Antriebsvorrichtung fest verbundene pyrotechnische Munition.
2. Ladungen sind die Hauptenergieträger, die in loser Schüttung in Munition oder als vorgefertigte Ladung oder in loser Form in Waffen nach Unterabschnitt 1 Nr. 1.1 oder Gegenstände nach Unterabschnitt 1 Nr. 1.2.1 eingegeben werden und
  1. zum Antrieb von Geschossen oder Wirkstoffen oder
  2. zur Erzeugung von Schall- oder Lichtimpulsen

bestimmt sind, sowie Anzündsätze, die direkt zum Antrieb von Geschossen dienen.
1. Geschosse im Sinne dieses Gesetzes sind als Waffen oder für Schusswaffen bestimmte
  1. feste Körper,
  2. gasförmige, flüssige oder feste Stoffe in Umhüllungen

## Militärische Definition
Munition ist definiert als Gegenstände und Komponenten, die
- Explosionsstoffe enthalten oder aus Explosivstoffen bestehen,
- Explosivstoffe und sonstige gefährliche Stoffe (z. B. Brand-, Nebel-, Reiz- oder Rauchstoffe) enthalten,
- keinen Explosionsstoff, jedoch andere gefährliche Stoffe enthalten oder aus diesen bestehen und als Kampf-, Darstellungs-, Beobachtungs-, Markierungs- oder Signalmittel verwendet werden,
- weder Explosionsstoffe noch andere gefährliche Stoffe enthalten oder aus solchen bestehen, aber aus/mit Waffen verschossen bzw. eingesetzt werden.[3]

## Grundtypen
Es gibt mehrere Grundtypen:
- Patronenmunition besteht im Regelfall aus einer Patronenhülse, einem Projektil, einer Treibladung sowie einer Zündladung. Diese Komponenten sind in einer Patrone vereint. Ein Sondertyp ist die hülsenlose Patrone.
- Kartuschenmunition, Projektil und Hülse für das Treibmittel sind getrennt.
- Sprengköpfe bzw. Gefechtsköpfe
- Handgranaten
- Minen – Landmine – Seemine
- Bomben
- Torpedos
- Raketen, inkl. Treibsätze
- Pyrotechnische Munition ist Patronenmunition, bei der das Geschoss einen pyrotechnischen Satz enthält, zum Beispiel Leuchtspurmunition, Leuchtgranaten, Rauchgranaten.
- Übungsmunition

Neben diesen Grundtypen wurde im Laufe der Militärgeschichte eine Vielzahl von unterschiedlichsten Bezeichnungen und Abkürzungen zur Munition verwendet, die allerdings nicht in einer epochenübergreifenden Nomenklatur verzeichnet sind. In Teilbereichen hat sich dazu eine vorwiegend anglo-amerikanische Sammlung von Begriffen etabliert, wie sie beispielsweise für Panzerbrechende Munition oder Wuchtgeschosse nachlesbar sind.

## Kampfmittelbeseitigung
Eingesetzte Munition und Kampfmittel, die nicht zur Wirkung gelangt sind (sogenannte Blindgänger), können über lange Zeiträume im Boden lagern. Aufgrund der Möglichkeit einer Detonation, beispielsweise beim Berühren, aber auch einer Selbstdetonation sowie durch Freisetzung ihrer teilweise giftigen Inhaltsstoffe, stellen sie eine Gefahr für Mensch und Umwelt dar. Für das Unschädlichmachen (auch Kampfmittelbeseitigung) kommt der Kampfmittelräumdienst bzw. der Munitionsbergungsdienst zum Einsatz.